# Protestantse kerk (Hoogeloon)
De Protestantse Kerk (bijgenaamd: Rode Kerkje) is een voormalig protestants kerkgebouw in de tot de Noord-Brabantse gemeente Bladel behorende plaats Hoogeloon, gelegen aan de Hoofdstraat 68.

## Geschiedenis
Het betreft een eenvoudige zaalkerk uit 1810, een zogenaamd Lodewijkskerkje, die vastgebouwd zit aan een reeks monumentale woonhuizen. Deze vormden eertijds de pastorie. De kerk, in een opvallende rode kleur, werd gebouwd in opdracht van Lodewijk Napoleon omdat de protestanten, na de teruggaaf van de kerk aan de katholieken in 1809 ook over een kerk moesten beschikken. De kerk is vormgegeven naar een schuurkerk zoals de katholieken die voordien in gebruik hadden. In 1818 is de hervormde gemeente van Hoogeloon samengevoegd met die van Eersel, waarbij de predikant in Hoogeloon kwam te wonen doch de diensten afwisselend in beide plaatsen werden gehouden. Hiervan getuigt nog het Dominé pad, waarlangs de dominee deze afstand moest overbruggen. In 1847 werd een stuk grond aangekocht waarop de, ook nu nog bestaande, protestantse begraafplaats werd aangelegd. In de kerk bevond zich een 17e-eeuwse preekstoel en een 18e-eeuwse koperen doopbekkenhouder.
Het kerkje is decennialang wit gepleisterd geweest. Bij een restauratie werd onder het pleisterwerk de originele oranjerode kleur ontdekt, waarna rond het begin van de jaren 90 van de 20e eeuw het gebouw wederom oranjerood geverfd werd en hier haar bijnaam het Rode Kerkje ook aan dankt.
De kerk werd in 2017 gesloten voor de eredienst maar bleef eigendom van de Maatschappij van Welstand.

## Vergelijkbare en nabij gelegen kerkjes
- Protestantse kerk (Bergeijk)
- Witte kerkje (Bladel)
- Hervormde kerk (Eersel)
- Hervormde kerk (Hapert)

## Trivia
- Binnen de gemeente Bladel is nog een protestantse kerk in het dorp Bladel gelegen, beter bekend als het Witte Kerkje.